# Loppersum (Hinte)
Loppersum è una frazione (Ortsteil) del comune di Hinte, nel land della Bassa Sassonia, in Germania.

## Storia
Già comune autonomo nel circondario di Norden, fu soppresso e incorporato a Hinte il 1º luglio 1972.